# Duck, duck, goose
Duck, Duck, Goose (chiamato pure Duck, Duck, Gray Duck o Daisy in the Dell) è un gioco per bambini tradizionale che spesso viene insegnato alla scuola dell'infanzia. Il gioco può essere poi adattato agli alunni delle elementari sul campo di gioco. Lo scopo del gioco è camminare in circolo, toccando la testa dei vari giocatori finché non ne viene scelto uno; il prescelto (o la prescelta) deve a quel punto inseguire e raggiungere il "provocatore" per evitare di prenderne il posto.

## Spirito del gioco

Diagramma animato del gioco.

Un gruppo di giocatori siede in circolo, guardando verso il centro, mentre un altro giocatore, che è "esso", cammina intorno picchiettando o indicando ciascun giocatore, e chiamandolo "duck" (anatra), finché ad un certo punto ne nomina uno "goose" (oca).
 
Il "goose" allora balza in piedi e cerca di "acchiappare" l'"esso", mentre l'"esso" tenta di ritornare alla posizione già occupata dal "goose" per sedersi al suo posto. 
- Se "esso" riesce nell'intento, il "goose" diventa l'"esso" e il processo riprende come descritto.
- Se il "goose" "acchiappa" l'"esso" (è in realtà sufficiente che lo tocchi), il "goose" può ritornare al suo posto, e il processo riparte con l'"esso" iniziale.[1]

## Varianti

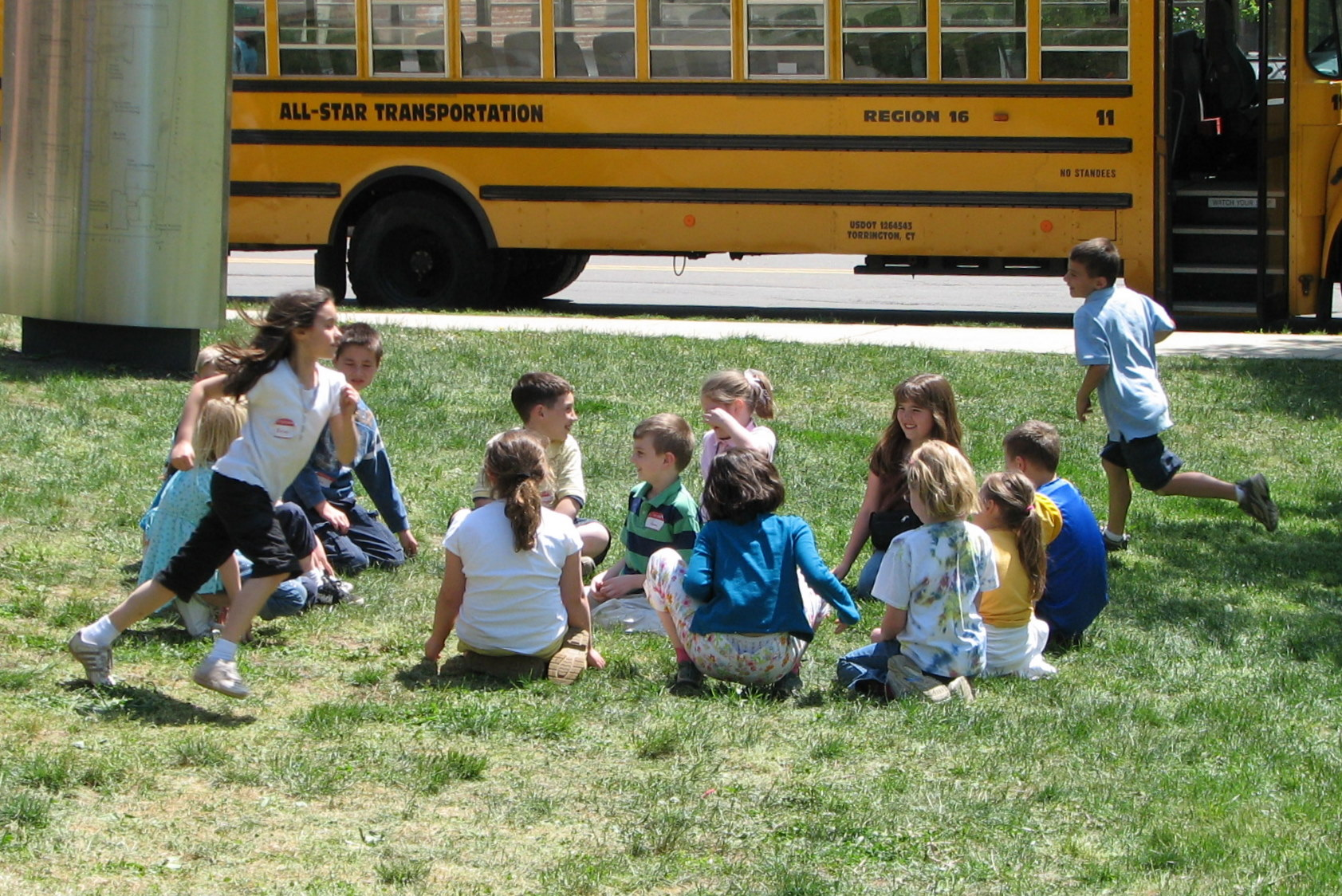
Bambini che giocano a duck, duck, goose sulla Science Hill della Università di Yale, nei pressi del Peabody Museum of Natural History (14 maggio 2007).

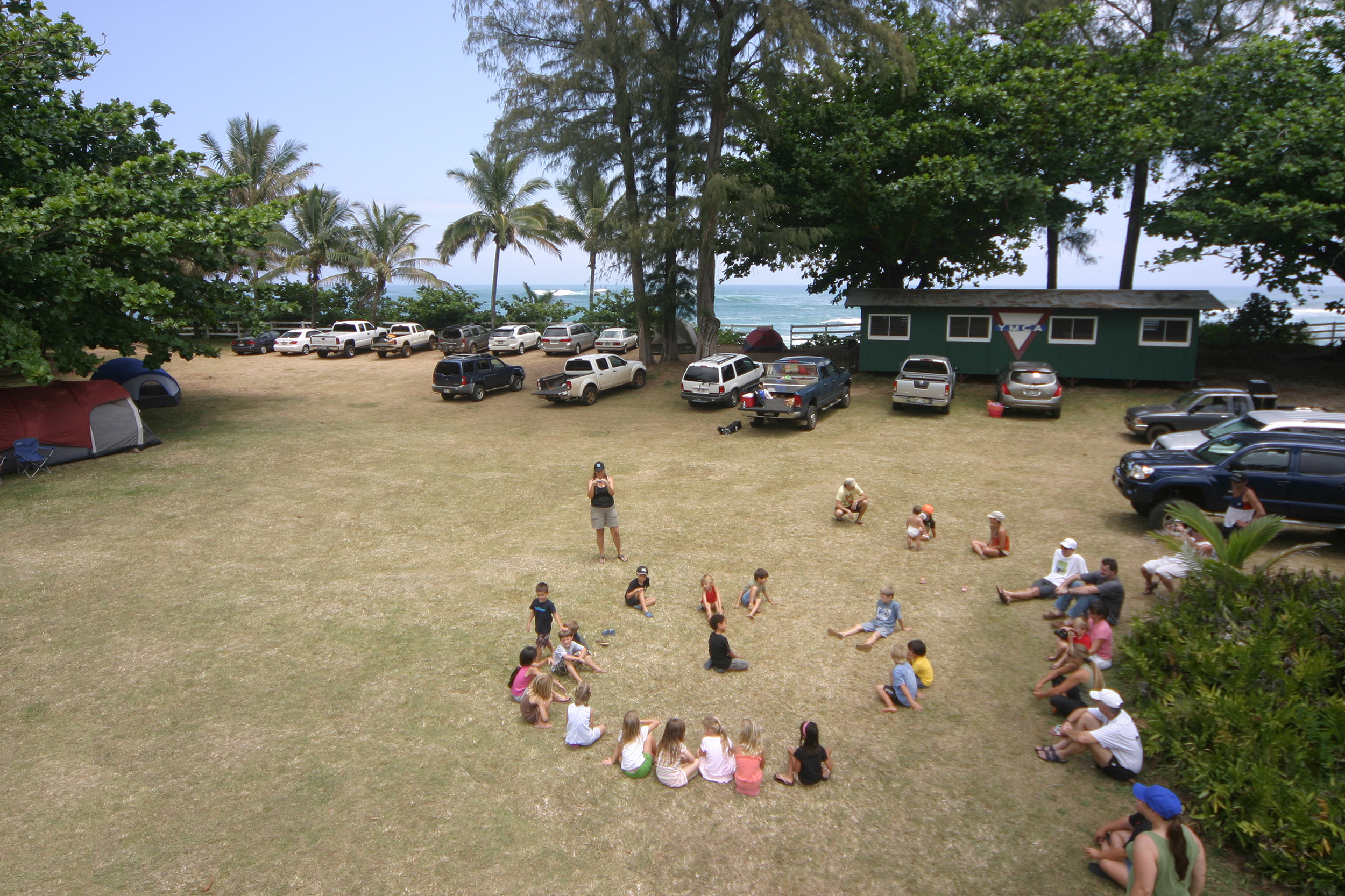
Bambini che giocano a duck, duck, goose nel Camp Naue YMCA (Kauai, 15 maggio 2008).

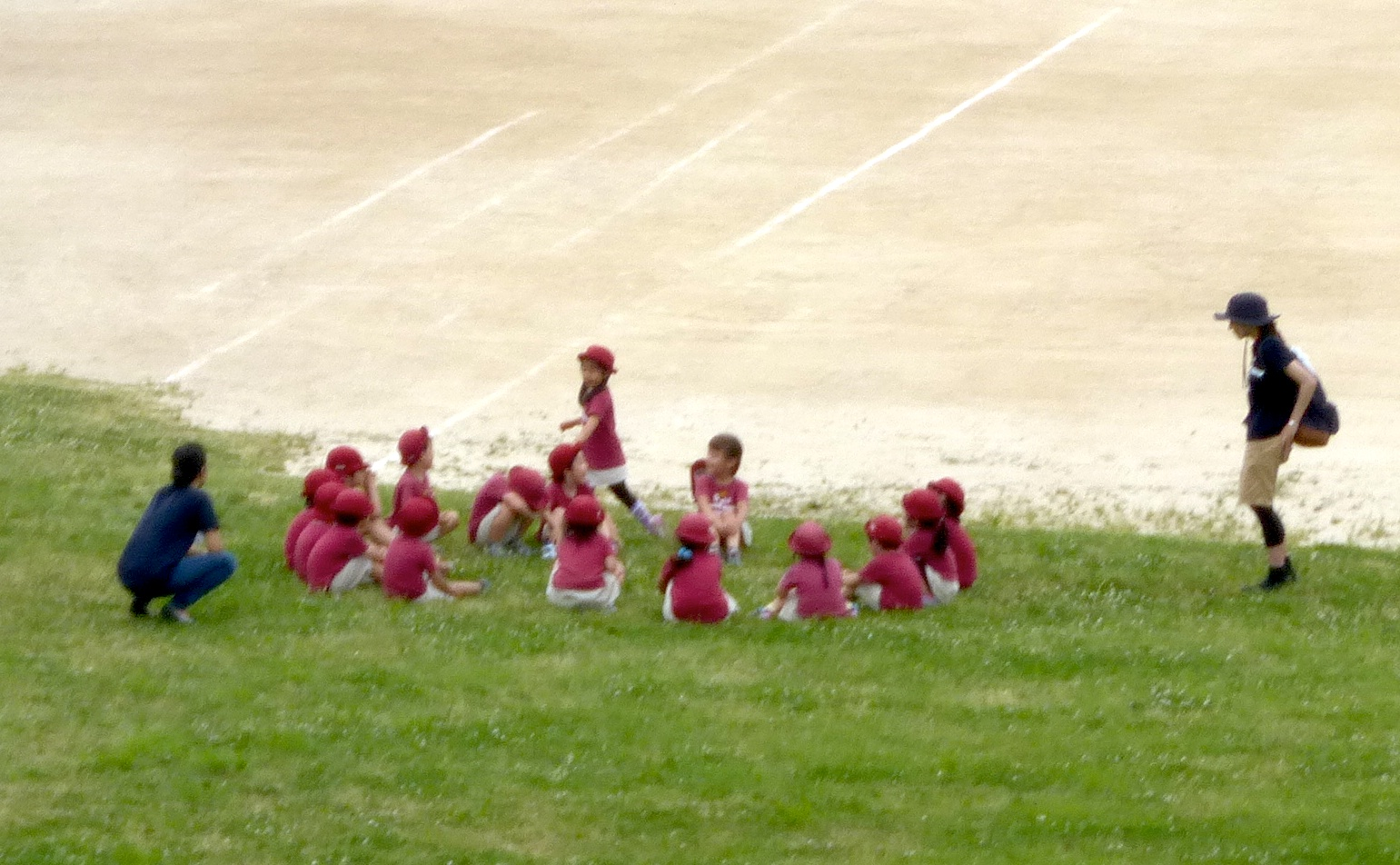
Bambini giapponesi giocano a duck, duck, goose (2 giugno 2015).

### Bacio nell'anello o lancia fazzoletto
In questa versione del gioco, descritta dalla folclorista britannica Alice Gomme nel 1894, il provocatore tocca la spalla di ogni persona nel cerchio con un fazzoletto dicendo "tu no", "tu no", finché il provocatore non raggiunge l'inseguitore desiderato, pone il fazzoletto sulla sua spalla, e dice "tu sì". Il provocatore allora corre attorno all'esterno del cerchio "braccato" dall'inseguitore. Quando l'inseguitore prende il provocatore, ha il diritto di portarlo al centro dell'anello e chiedergli un bacio. Il provocatore originario prende allora il posto dell'inseguitore nell'anello e l'inseguitore diventa il provocatore del giro successivo. Gomme descrive alcune varianti regionali: nello Shopshire i due giocatori corrono in direzioni opposte e gareggiano per arrivare per primo al punto di partenza; attorno a Londra, l'inseguimento si sviluppa dentro e fuori sotto le mani unite delle altre persone del cerchio. Gomme descrive il "lancia fazzoletto" come una variante in cui non è previsto il bacio. Lo collega pure ad altri giochi simili come French Jackie e Cat after Mouse.
Gomme suggerisce che il "'bacio nell'anello' è una probabile vestigia della più antica forma di matrimonio per scelta o selezione. L'usanza di lanciare o spedire un guanto come segno di sfida potrebbe essersi sviluppata dal fazzoletto di questo gioco."

### Margherita nella valle
Una variante descritta nel libro del 1919 Entertaining Made Easy, di Emily Rose Burt, prevede che i bambini stiano in piedi in circolo, tenendosi per mano. Il raccoglitore di margherite cammina all'esterno, dicendo "Margherita nella valle, non colgo te… ma colgo te"."

### Anatra, anatra, anatra grigia
"Duck, Duck, Gray Duck" è una variante giocata in Minnesota. La differenza fondamentale nel gioco è che il provocatore tocca la testa degli altri giocatori mentre chiama "anatra, anatra, anatra,..." e poi ad un certo punto chiama "anatra grigia" per segnalare quale giocatore deve inseguire il provocatore. Il provocatore può rendere il gioco più difficile, chiamando vari colori o aggettivi che potrebbero suonare come "anatra grigia", come ad esempio dire "Anatra, anatra, anatra verde, anatra lorda, anatra all'uva, anatra grigia!" (Tutte queste espressioni, in inglese, hanno un suono simile a "gray duck" — anatra grigia — la parola d'ordine che scatena l'inseguimento).  In alcune regioni e varianti, chi chiama può cambiare la direzione in cui corrono i giocatori.

### Gocciola, gocciola, bagna
"Drip, Drip, Drop" è un'altra versione giocata dai bambini soprattutto nelle zone a clima più caldo. Un giocatore che è "esso" gira intorno al cerchio con un contenitore di acqua e ne "gocciola" una piccola quantità sulla testa di ogni persona. Poi sceglierà qualcuno nel cerchio per "far cadere" l'intero contenitore sopra di lui. Questo giocatore cercherà di acchiappare l'"esso" prima che si sieda al posto della persona "bagnata in pieno". Se "esso" è acchiappato, allora rimarrà "esso" per un altro giro.

### Uovo marcio
Un gioco simile, comune tra gli afrikaner, si chiama "vrot eier", che significa uovo marcio. Invece di dire qualcosa o di indicare qualcuno, viene portato un "segnaposto" di qualche tipo (di solito un fazzoletto)  da chi è "esso" che gira intorno al cerchio dei giocatori seduti. Il segnaposto viene poi fatto cadere dietro a uno dei giocatori seduti. Ai giocatori non è permesso guardare dietro di sé, ma possono palpare con le mani la terra dietro di loro. Se il giocatore dietro il quale è stata fatta cadere il segnaposto lo scopre, quel giocatore insegue quello che ha fatto cadere il segnaposto. Se il giocatore che era "esso" viene acchiappato, quel giocatore si siede al centro del cerchio e diventa un uovo marcio ("vrot eier") e il giocatore che ha fatto l'inseguimento diventa l'"esso" successivo. Se il giocatore che è stato "esso" è stato inseguito invano per tutto il cerchio, quel giocatore si siede al posto del giocatore dietro al quale è stata fatta cadere il segnaposto. Il giocatore inseguito è il prossimo ad essere "esso". Se il giocatore dietro al quale è stata lasciato cadere il segnaposto non se ne accorge per tutto il tempo in cui il giocatore "esso" ha fatto il giro del cerchio, il giocatore così preso diventa un altro uovo marcio che si siede al centro. Il giocatore "esso" rimane quindi "esso", raccoglie di nuovo il segnaposto e continua. Il gioco può continuare fino a quando non rimane una sola persona che non è un uovo marcio o più spesso quando le "uova marce" si stancano di star sedute al centro e chiedono di riavviare il gioco. 

### Rumaal Chor

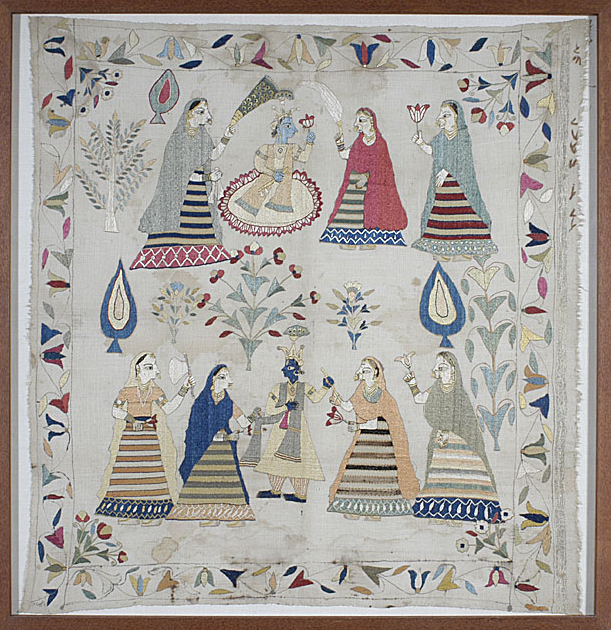
Un rumāl con scene di gopī
in adorazione di Krishna. Manufatto del XVII-XVIII secolo.

Un gioco simile al vrot eier è detto "Rumaal Chor" nelle zone dell'india in cui si parla hindi e con altri nomi nel resto dell'India. Il provocatore lancia un rumāl (sorta di fazzoletto o bandana) e i giocatori seduti devono costantemente cercare alle loro spalle per sentire se hanno dietro il fazzoletto.

### Si è persa la lettera di mia madre
Questo gioco si pratica anche nello stato indiano di Maharashtra, ed è chiamato  Majhya Aaicha Patra Harawala nella lingua marathi che vi si parla: letteralmente "si è persa la lettera di mia madre". Il giocatore che corre attorno grida tale frase, mentre i bambini seduti in cerchio rispondono Te mala sapadla ("Ho trovato la lettera di tua madre").